# Jana Chan
Jana Chan (ros. Яна Хан; ur. 6 września 2000 w Biszkeku) – kazachska łyżwiarka szybka specjalizująca się w short tracku kirgiskiego pochodzenia, olimpijka z Pekinu 2022.

## Życie prywatne
Jej rodzina wyemigrowała do Ałmaty w Kazachstanie z ojczystego Kirgistanu po rewolucji w 2010. Obecnie mieszka w Astanie.

## Wyniki

### Igrzyska olimpijskie
- Pekin 2022
  - sztafeta mieszana – 5. miejsce

### Mistrzostwa świata
- Dordrecht 2021
  - 500 m – 31. miejsce
  - 1000 m – 24. miejsce
  - 1500 m – 27. miejsce
  - wielobój – 30. miejsce

### Mistrzostwa świata juniorów
- Tomaszów Mazowiecki 2018
  - 500 m – 43. miejsce
  - 1000 m – 51. miejsce
  - 1500 m – 17. miejsce
  - wielobój – 36. miejsce
  - sztafeta kobiet – 10. miejsce
- Montreal 2019
  - 500 m – 30. miejsce
  - 1000 m – DSQ
  - 1500 m – 33. miejsce
  - sztafeta kobiet – 4. miejsce
- Bormio 2020
  - 500 m – 33. miejsce
  - 1000 m – 13. miejsce
  - sztafeta kobiet – 10. miejsce